# Lodrö Chökyi Sengé
Jamgon Kongtrul Rinpoché
Karsé Kongtrul Lodrö Chökyi Nyima
Lodrö Chökyi Sengé (en tibétain : བློ་གྲོས་ཆོས་ཀྱི་སེང་གེ, Wylie : blo gros chos kyi seng ge, Lhassa 1er octobre 1954 – Darjeeling 26 avril 1992),  est la 3e incarnation de Jamgön Kongtrul, Jamgon Kongtrul Lodrö Thayé. Lama important de l’école karma-kagyu, il est l'un des quatre régents du 16e karmapa.

## Biographie
Peu avant sa mort, son prédécesseur Karsé Kongtrul indique qu'il renaîtra dans la région de Lhassa dans la famille de sa mère, alors encore en vie.
Jamgon Kongtrul Rinpoché est né le 1er octobre 1954 à Lhassa. Il est découvert en suivant les indications du 16e karmapa. Son père est Tsering Tobgyal de la famille Sadutsang, et sa mère est Pema Yudron, fille de Ngabo Ngawang Jigmé, alors ministre du gouvernement tibétain. À l'âge de deux ans, il est reconnu  comme la réincarnation de Jamgon Kongtrul par le 14e dalaï-lama et le 16e karmapa,. 
Le karmapa préfère qu'il s'installe en Inde avec sa famille dans les années 1950, plutôt que de l'envoyer à Palpung, plus risqué alors,. 
À l'âge de six ans, il est intronisé par le karmapa au monastère de Rumtek au Sikkim.
À l'âge de vingt ans, le quinzième jour du premier mois de l'année du bœuf d'eau femelle, le 18 mars 1973, il reçoit du 16e karmapa, l'ordination complète du gelong au Centre du Dharma Chakra. 

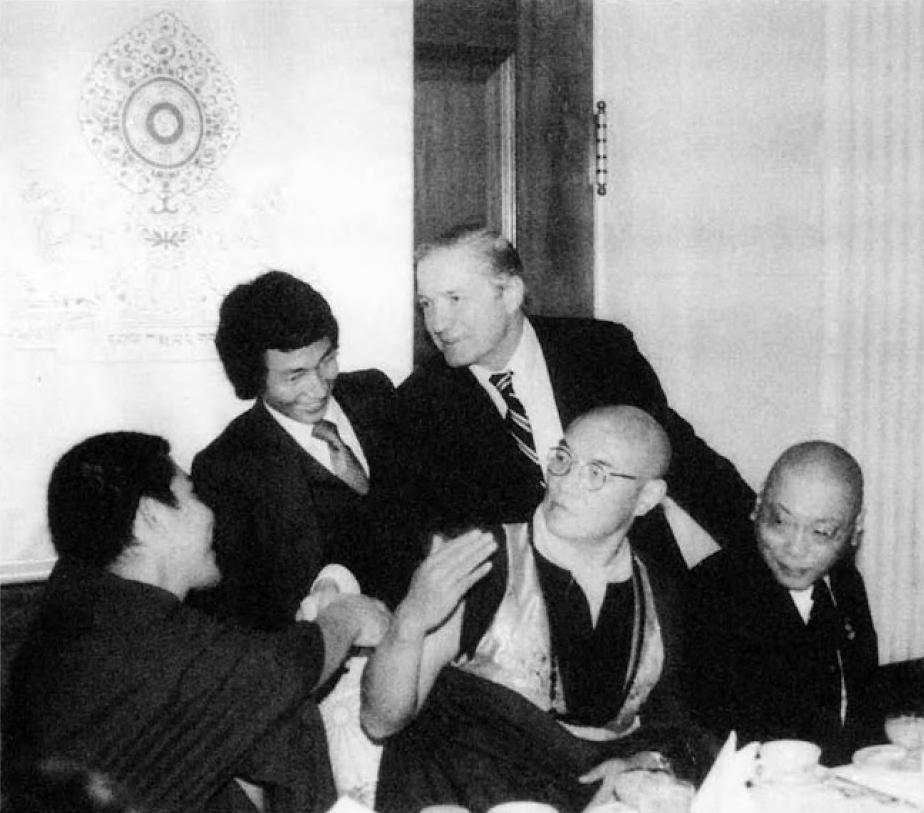
Charles Percy, Jamgon Kongtrul Rinpoché Lodrö Chökyi Sengé, le 16e karmapa, Chogyam Trungpa, lors d'un déjeuner au Capitole en 1980. Le traducteur, Ngödup Burkhar, est en arrière-plan.

En 1974 et en 1980, Jamgon Rinpoché accompagne le karmapa lors d'une tournée en Amérique, en Europe et en Asie du Sud-Est. Après la mort du 16e karmapa, Jamgon Rinpoché continue de voyager en Europe et en Asie et crée la Fondation Rigpe Dorje, aux États-Unis, au Canada et en France, et le Paramita Charitable Trust en Inde. 

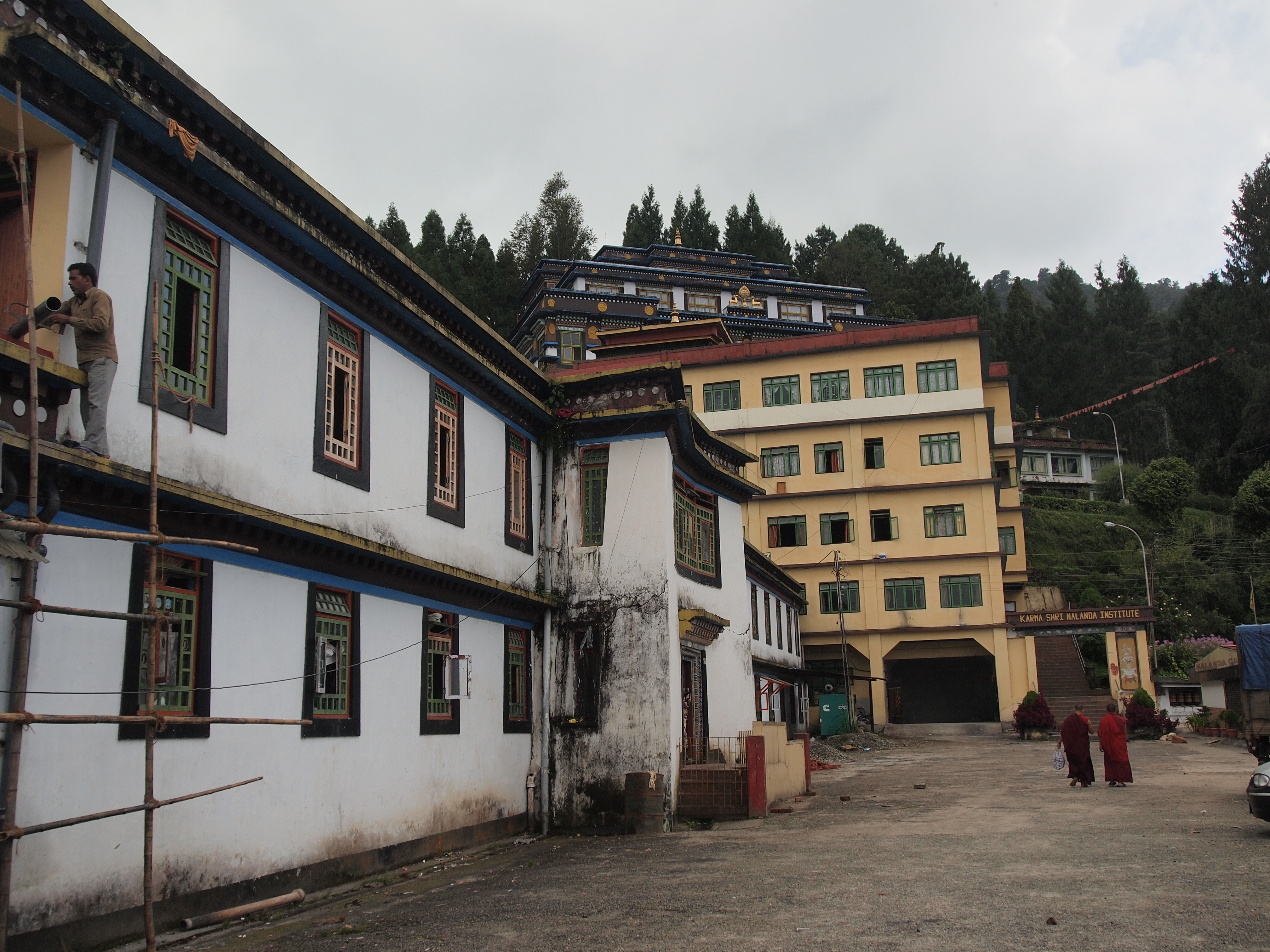
Bâtiment de l'Institut Karma Shri Nalanda devant Rumtek.

En 1984, conformément aux souhaits du karmapa, il commence la construction d'un nouveau bâtiment pour héberger l'Institut Karma Shri Nalanda près de Rumtek. Ce bâtiment est inauguré en juin 1987. 
En 1984, Jamgon Rinpoché se rend  au Tibet et, au monastère de Palpung, il donne des enseignements à des moines et des laïcs, et ordonne environ 500 moines. Il se rend ensuite au monastère de Tsourphou et obtient l'autorisation de sa reconstruction.
En 1988, il construit un nouveau monastère à Lava au Bengale occidental, en Inde. La même année, il commence la construction du centre de retraite de Phullahari au Népal. En 1990, il donne l’initiation de Kalachakra aux moines et aux laïcs de Rumtek.
En 1991, Jamgon Kongtrul Rinpoché retourne au Tibet et visite notamment Derge Gonchen, l'imprimerie de Dergué. Par la suite, il se rend au monastère de Palpung et donne l'initiation de Kalachakra à environ 550 lamas et tulkous de la région. Il se rend ensuite au monastère de Damkar à Nangchen où il donne à nouveau l'initiation de Kalachakra à environ 1 000 membres du sangha, dont des lamas et tulkous.
Le 19 mars 1992, il participe avec les trois autres régents à une réunion à Rumtek pour interpréter la lettre testament du karmapa découverte par Péma Tönyö Nyinjé, le 12e sitoupa en 1990. Interviewé le 23 mars par Clemens Kuby, Jamgon Kongtrul Rinpoché apparaît dans son film documentaire Living Buddha. Il déclare que la lettre est très claire et permettra de rechercher la réincarnation du karmapa.
Jamgon Kongtrul Rinpoché a été désigné pour rechercher la nouvelle réincarnation au Tibet. Mais, il est mort dans un accident de voiture le 26 avril 1992 dans le district de Kalimpong à Darjeeling, en Inde. Orgyen Trinley Dorje a été découvert peu après, et amené à Tsourphou en juillet 1992. 
Sonam Topgyal Sadutshang, son jeune frère, participe à l'hommage qui lui est rendu à Bodhgaya le 30 décembre 2012 par le 17e karmapa.